# Rejon biełomorski

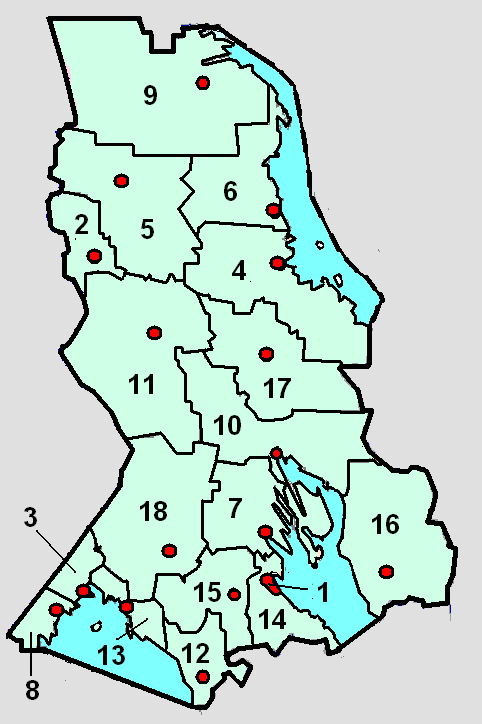
Podział administracyjny Karelii. Rejon biełomorski oznaczony jest numerem 4.
Czerwony punkt na terenie rejonu pokazuje lokalizację ośrodka administracyjnego

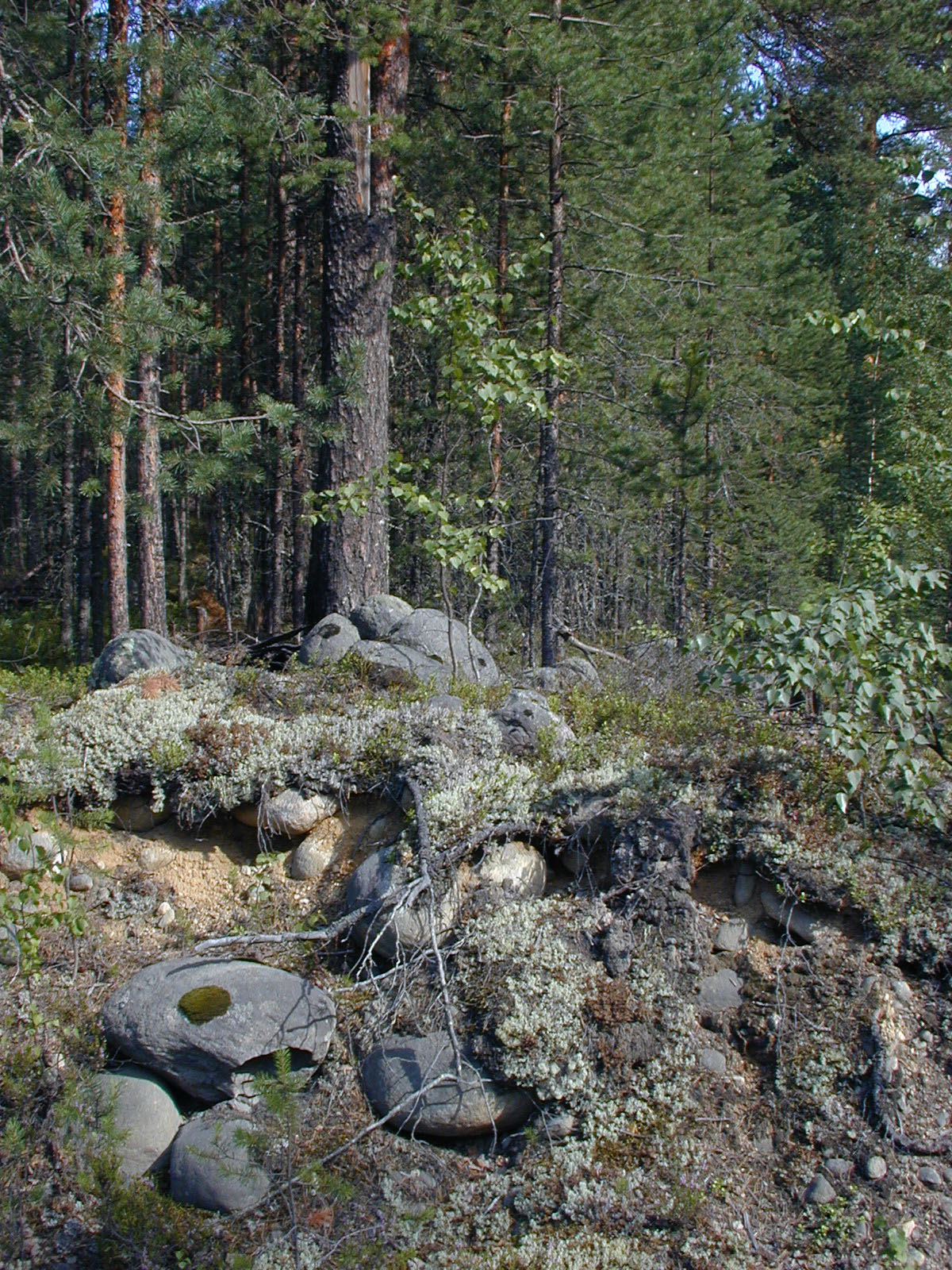
karelska tajga

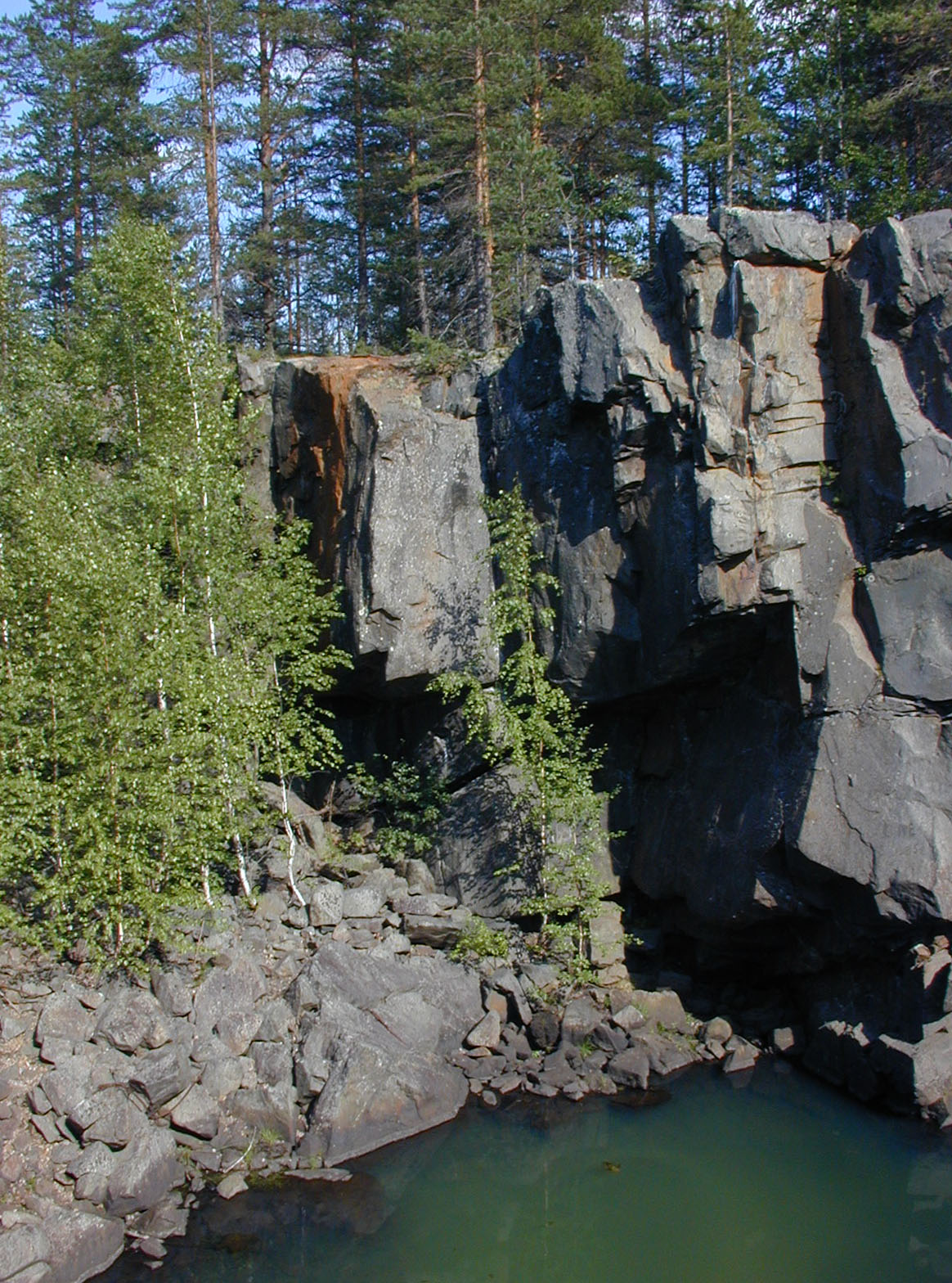
Skały w Karelii

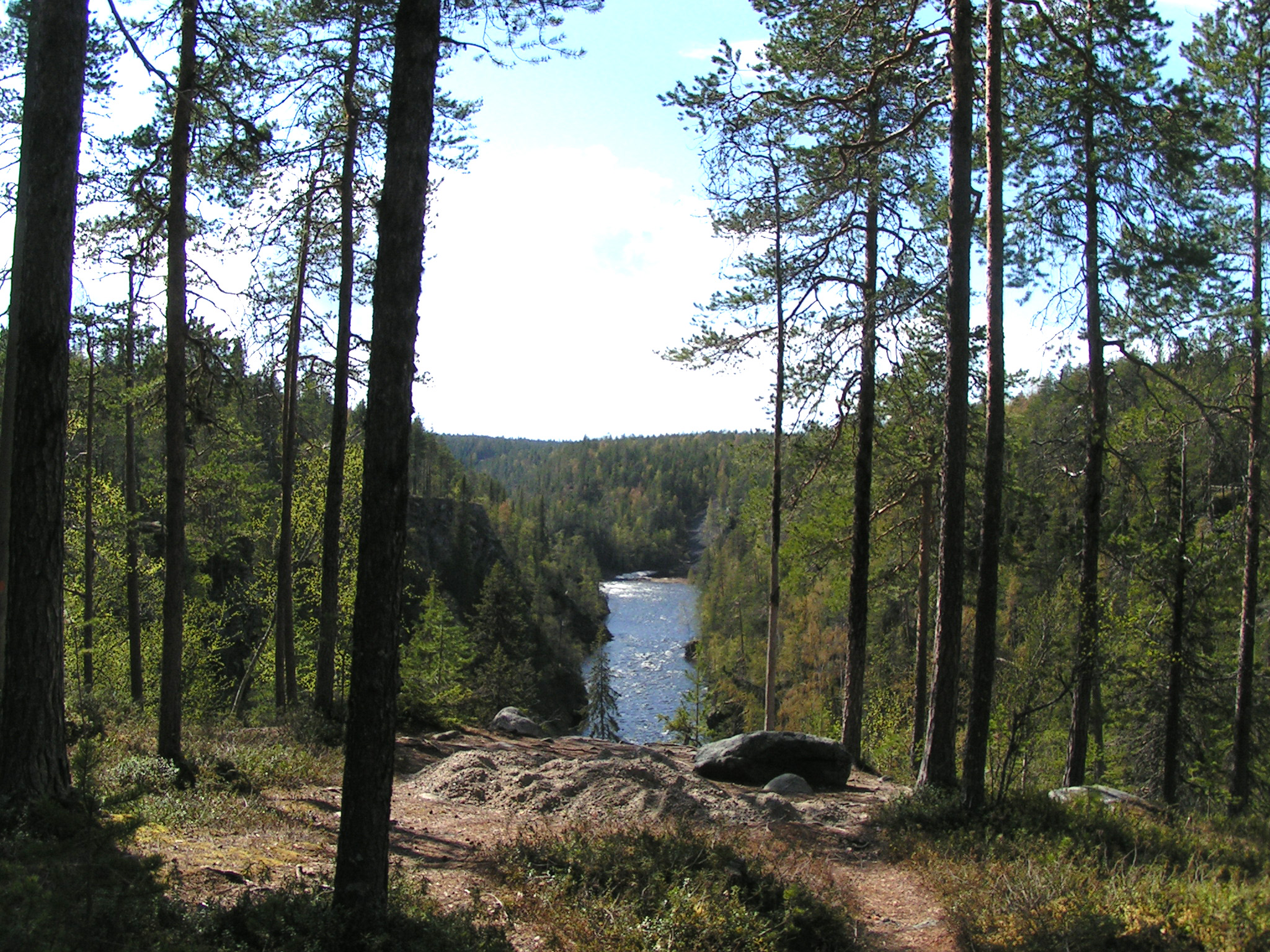
Krajobraz karelski

Rejon biełomorski (ros.  Беломорский район ) – rejon w północno-zachodniej Rosji, wchodzący w skład rosyjskiej Republiki Karelii.

## Położenie
Rejon białomorski leży na wschodzie Karelii, nad Morzem Białym.

## Powierzchnia
Rejon biełomorski ma powierzchnię 13 tys. km². Niemal całość jego obszaru stanowi nadmorska równina, którą pokrywają sosnowo – świerkowe lasy typu tajgowego. Na terenie tym znajdują się ok. 40 jezior i 10 rzek. Znaczną cżęść obszaru rejonu stanowią liczne torfowiska i bagna.
Na terenie rejonu bierze początek droga wodna łącząca Bałtyk z Morzem Białym – Kanał Białomorsko-Bałtycki.

## Ludność
Rejon zamieszkany jest przez 23.058 osób, głównie Rosjan, a także przez rdzennych mieszkańców Karelii – Karelów (którzy przeważają liczebnie na obszarach wiejskich). Kilkuprocentowy udział w populacji mają też dwie inne napływowe nacje: Ukraińcy i Białorusini.
10.454 osób zamieszkuje na wsiach, stąd ludność miejska stanowi blisko 55% populacji.
W ostatnich latach populacja rejonu, tak jak populacja całej Karelii zmniejsza się w wyniku emigracji ludności do większych miast w Rosji w poszukiwaniu pracy oraz niskiego przyrostu naturalnego. Ponieważ wyjeżdżają głównie ludzie młodzi, średnia wieku mieszkańców rejonu jest wysoka, i wynosi ponad 40 lat dla kobiet i ok. 35 dla mężczyzn, przy czym na wsiach jest ona o ok. 5 lat wyższa niż w ośrodkach miejskich.
Średnia gęstość zaludnienia w rejonie wynosi 1,77 os./km²., przy czym wielkość ta jest znacznie zróżnicowana: w Biełomorsku jest to kilkaset os./km²., zaś na prowincji jedna osoba przypada na kilka km².

## Miasto i stolica
Jedynym miastem na terenie tej jednostki administracyjnej jest skupiający ponad połowę mieszkańców rejonu Biełomorsk, liczące 12.604 mieszkańców (2005 r.). Pełni ono funkcję ośrodka administracyjnego tej jednostki podziału terytorialnego.

## Gospodarka
Gospodarka rejonu, podobnie jak gospodarka całej Karelii po rozpadzie ZSRR pogrążona jest w kryzysie.
Podstawowymi źródłami utrzymania dla mieszkańców rejonu jest pozyskiwanie drewna dla potrzeb przemysłu, chów zwierząt, a także myślistwo i rybołówstwo, zarówno morskie, jak i śródlądowe.
W Biełomorsku głównym źródłem utrzymania ludności jest szeroko rozumiana sfera usług, poza tym w mieście znajduje się niewielki przemysł, głównie celulozowo-papierniczy i drzewny oraz przetwórstwa rybnego. Także w innych większych ośrodkach osadniczych znajduje się drobny przemysł drzewny, a także małe zakłady przemysłu spożywczego, zatrudniające po kilka-kilkanaście osób (jak piekarnie czy masarnie), produkujące na rynek lokalny.
Uprawa roli z powodu trudnych warunków klimatycznych nie odgrywa praktycznie żadnego znaczenia; uprawiane są w niewielkich ilościach, dla zaspokojenia części lokalnych potrzeb jedynie odporne na złe warunki, szybko rosnące warzywa oraz zboża: jęczmień, rzadziej żyto, także w niewielkich ilościach.
W ostatnich latach lokalne władze starają się wykorzystać turystyczne walory rejonu, a także jego archeologiczne zabytki (spośród których najwięcej zainteresowania budzą petroglify) w celu wypromowania tego obszaru jako atrakcyjnego miejsca na turystycznej mapie północno-zachodniej Rosji.

## Petroglify
Na terenie rejonu, w pobliżu Biełomorska odkryto ślady artystycznej działalności dawnych mieszkańców rejonu petroglify. Są to wyryte w skale liczne wizerunki ludzi i zwierząt, sceny polowań itp. W sumie odnalezionych zostało ok. 470 takich obrazów, pochodzących z III – I tys. p.n.e.

## Klimat
Na terenie rejonu panuje klimat umiarkowany chłodny, typu morskiego, z silnymi wpływami kontynentalnymi.
Średnia roczna temperatura powietrza wynosi ok. 3°. Średnia temperatura najchłodniejszego miesiąca – lutego wynosi -9 °C ÷ -10 °C, zaś najcieplejszego – czerwca – ok. +15 °C. Okres bez przymrozków wynosi ok. 110-120 dni.
W rejonie notuje się wysoki poziom opadów, głównie w postaci deszczu, których największe nasilenie ma miejsce w sierpniu.